# Kerry Fox
Pour les articles homonymes, voir Fox.
Kerry Fox, née le 30 juillet 1966 à Wellington, est une actrice néo-zélandaise.
Elle devient célèbre en incarnant le rôle de Janet Frame dans le film Un ange à ma table (An Angel at My Table), réalisé par Jane Campion, en 1990.

## Biographie
En 2001, elle remporta l'Ours d'argent du Festival international du film de Berlin en tant que meilleure actrice pour Intimité, réalisé par Patrice Chéreau.
En 2003, elle est membre du jury du 3e Festival international du film de Marrakech. 
Elle vit avec un journaliste, Alexander Linklater ; ils ont un enfant.

## Filmographie
- 1989 : Night of the Red Hunter : officier de police
- 1990 : Un ange à ma table (An Angel at My Table) : Janet Frame
- 1992 : Le Naufrage du Rainbow Warrior (The Rainbow Warrior) : Andrea Joyce
- 1992 : The Last Days of Chez Nous : Vicki
- 1993 : Mr. Wroe's Virgins : Hannah
- 1993 : Friends : Sophie
- 1994 : Une délicate affaire (A Village Affair) (téléfilm) : Clodagh Unwin
- 1994 : Petits Meurtres entre amis (Shallow Grave) : Juliet Miller
- 1994 : The Last Tattoo : Kelly Towne
- 1994 : Amours champêtres (Country Life) : Sally Voysey
- 1995 : Saigon Baby : Kate Cooper
- 1995 : Liaison interdite : Maggie Leyland
- 1996 : Les Contes de la crypte série télévisée, épisode Last Respects  (saison 7 épisode 2) : Dolores
- 1997 : Bienvenue à Sarajevo (Welcome to Sarajevo) de Michael Winterbottom : Jane Carson
- 1997 : Le Jardin suspendu (The Hanging Garden) : Rosemary
- 1998 : The Sound of One Hand Clapping : Sonja Buloh
- 1998 : La Sagesse des crocodiles (The Wisdom of Crocodiles) : Maria Vaughan
- 1999 : L'Homme qui parlait aux lions (To Walk with Lions) : Lucy Jackson
- 1999 : Thinking About Sleep : femme agent de police
- 1999 : The Darkest Light : Sue
- 1999 : Fanny et Elvis (Fanny and Elvis) : Katherine Fanny 'Kate' Dickson
- 2001 : Intimité (Intimacy) de Patrice Chéreau : Claire
- 2001 : The Point Men de John Glen : Maddy Hope
- 2002 : Les Témoins (The Gathering) : Marion Kirkman
- 2002 : Black and White : Helen Devaney
- 2003 : 40 : Maggie
- 2003 : So Close to Home : Maggie
- 2004 : Niceland (Population. 1.000.002) de Friðrik Þór Friðriksson : Chloe
- 2004 : The Murder Room : Muriel Godby
- 2005 : Rag Tale : Peach James Taylor
- 2009 : Bright Star de Jane Campion : Mme Brawne
- 2010 : La Révélation (Storm) de Hans-Christian Schmid : Hannah Maynard
- 2011 : Intruders de Juan Carlos Fresnadillo : le Dr Rachel
- 2011 : Burning Man, de Jonathan Teplitzky : Sally
- 2012 : Mental de Paul John Hogan
- 2015 : Holding the Man
- 2015 : Haute Couture (The Dressmaker) de Jocelyn Moorhouse : Beulah Harridiene
- 2017 : Meurtres au paradis (Death in paradise) de Claire Winyard : Linda Taylor [1]
- 2019 : Little Joe de Jessica Hausner : Bella